# Babica vas pozdravlja in se opravičuje
Babica vas pozdravlja in se opravičuje (v originalu švedsko Min mormor hälsar och säger förlåt) je roman, ki ga je leta 2013 izdal švedski bloger, kolumnist in pisatelj Fredrik Backman. V angleščino je bila knjiga prevedena leta 2015, v slovenščino pa leta 2016.

## Zgodba
Zgodba govori o sedemletni Elsi, ki ni običajen sedemletni otrok. Je vedoželjna, rada brska po internetu, novih besed se uči na Wikipediji, obožuje Harryja Potterja, Može X in superjunake nasploh. Elsa ima sedeminsedemdesetletno babico, ki je njena edina in najboljša prijateljica in za katero pravijo, da je nora. Rada jezi sosede in z balkona s paintball puško strelja na moške, ki bi se radi pogovarjali o Jezusu. Ponoči se Elsa in babica skupaj zatekata v namišljeno kraljestvo. Po babičini smrti se za Elso začne zadnja pustolovščina, ki jo je pripravila babica. Elsa mora točno določenim osebam odnesti babičino pismo. Pisma mora sproti odkrivati, poleg tega pa se začne razpletati prepletena zgodba stanovalcev hiše, v kateri živi Elsa s svojo družino. Na trenutke se knjiga bere kot triler, v sebi pa nosi močno sporočilo o medsebojnih odnosih in soodvisnosti.  

## Liki
- Elsa - razgledana sedemletna deklica s težavami v šoli
- Babica - Elsina težavna babica, ki je hkrati njena naboljša in edina prijateljica
- Ulrika - Elsina mama
- volkonj - žival, ki je predstavljena kot mitično bitje, najverjetneje pa gre za velikega psa
- Britt-Marie - natančna in težavna soseda
- Kent - Britt-Mariin mož
- Alf - Elsin sosed, taksist